# Скьолдунги
Скьолдунги (на старонорвежки: Skjöldung, в мн. ч. Skjöldungar) е легендарна кралска династия на даните, предците на съвременните датчани. Названието означава „народът или хората на Скьолд“. Родоначалник на династията и целия род е Скьолд.
Скьолдунгите извеждат рода си от митологичните герои и боговете. Част от митологичната им генеалогия може да се проследи описана в древноскандинавските саги. Напр. Снори Стурлусон съобщава в своята сага, че родът Скьолдунги произлизат от сина на Один Скьолд, който управлявал страната, която сега се нарича Дания, а тогава се е казвала Страна на Готите (Готланд).
В „Сага за Хервьор“, която е писана през 13 век въз основа на много по-древни ръкописи, се посочва, че Сигрлами е бил един от синовете или внуците на Один, живял 9 поколения преди датския конунг Ивар Видфамне. За Ивар Видфамне се знае, че е живял през 7 в., което означава, че Сигрлами трябва да бъде отнесен към 4 в.